# Melanodema
Melanodema is een geslacht van wantsen uit de familie van de Scutelleridae (Pantserwantsen). Het geslacht werd voor het eerst wetenschappelijk beschreven door Jakovlev in 1880.

## Soorten
Het genus bevat de volgende soorten:

- Melanodema apicifera Distant, 1899
- Melanodema carbonaria Jakovlev, 1880